# Marxistische Musikforschung
Unter Marxistischer Musikforschung versteht man den Versuch von Musikkritik und -theorie, sowie von musikalischer Komposition und Aufführung auf dem materialistischen Fundamente marxistischer Gesellschaftsanalyse, Kapitalismuskritik und gesellschaftsverändernder Praxis. Sie stellt sich damit z. T. in einen Gegensatz zur sogenannten „bürgerlichen“ Musikwissenschaft, die sie allerdings mit ihren neuen Analyseinstrumenten, Fragestellungen und Kategorien zugleich beeinflusst. Der marxistische Ansatz ist interdisziplinär und berührt heutzutage unter anderem die Bereiche der Musikästhetik, -psychologie, -soziologie, -geschichte, -anthropologie, -ethnologie, -semantik, Linguistik, Psychologie und Bioakustik.
Im Gegensatz zur bürgerlichen Musikwissenschaft haben Marxisten Musikstücke nicht als absolute Kunst- und Meisterwerke verstanden, sondern erklären sie aus den sozialen und historischen Bedingungen ihrer Entstehung. Existierenden Traditionen der Alltagsmusik werden interpretiert vor dem Hintergrund der Lebensumstände von Bauern, Frauen oder Arbeitern. Mit diesem Paradigma steht sie in Konkurrenz zur Musiksoziologie der empirischen Sozialforschung.

## Entwicklung
Die Kulturpolitik in der Sowjetunion war nach der Oktoberrevolution 1917 zunächst von großer Experimentierfreude geprägt. Der Literat Anatoli Wassiljewitsch Lunatscharski publizierte zur Musiksoziologie und förderte als führender Kulturpolitiker ästhetisch und technisch avantgardistische Musikprojekte. Der Komponist Boris Wladimirowitsch Assafjew entwickelte eine Theorie der Intonation als der kleinsten bedeutungstragenden musikalischen Einheit. Unter der 1934 zur Zeit des Stalinismus durch Andrei Alexandrowitsch Schdanow verkündeten Doktrin des sozialistischen Realismus kam es zu einer Aneignung des vorsowjetischen russischen Musik; dabei wurden marxistische Denkmodelle angewendet. Die 1948 erlassene zweite Schdanowschtschina richtete sich gegen „Objektivismus“, „Formalismus“ und „Kosmopolitismus“ in der Kultur. In Osteuropa führte dies zu Restriktionen für die Musikwissenschaft bei der Beschäftigung mit moderner Musik.
Nach 1945 entstand in der CSSR aus der Tradition der Prager Schule der Linguistik eine Schule der Musiksemiotik. Ein weiteres Zentrum marxistisch geprägter Musikforschung wurde Ost-Berlin mit der Hochschule für Musik „Hanns Eisler“ und der Humboldt-Universität. In Westeuropa wurde die Musiktheorie Theodor W. Adornos einflussreich. Im Gegensatz zum traditionellen Marxismus verteidigt Adorno die Autonomie des Kunstwerkes. Für ihn entlarvt die Zwölftonmusik Arnold Schönbergs die gesellschaftliche Lüge des spätkapitalistischen Bürgertums, indem sie sich den Konsumvorstellungen verweigert. Hingegen interpretieren Marxisten wie Stuart Hall den Konsum von Rockmusik als einen gegen die Hegemonie der Kulturindustrie gerichteten Akt des Widerstandes.
Heutige Schwerpunkte marxistischer Musikforschung sind die Musik- und Medienindustrie, die Folgen der Globalisierung und das Problem der Vermittlung politischer und emanzipatorischer Inhalte durch Musik.